# Офанзива
Офанзива (енгл. military offensive) је напад стратегијских размера, односно вид стратегијских дејстава, којима се, ангажовањем оружаних снага у целини или њихових главних делова, битно утиче на развој ситуације на одређеном ратишту, за дуже или краће време.
Офанзива се сматрала најистакнутијим средством за постизање победе, иако уз признавање дефанзивне фазе у некој фази извршења. Брзи водич за величину или обим офанзиве је да се узме у обзир број трупа укључених на страни која започиње офанзиву. Офанзиве се углавном спроводе као средство за обезбеђивање иницијативе у сукобу између противника. Оне се могу изводити на копну, на мору или у ваздуху.
Поморска офанзива, као што је јапански напад на Перл Харбор, може имати широке импликације на националне стратегије и захтевати значајну логистичку посвећеност да се униште непријатељске поморске способности. Такође се може користити за заустављање непријатељских бродова, као што је битка за Атлантик из Другог светског рата.
Ваздушна офанзива је операција која може описати било који број различитих типова операција, обично ограничених на одређене типове авиона. Офанзиве које се изводе употребом борбених авиона се претежно баве успостављањем ваздушне надмоћи у датом ваздушном простору, односно над датом територијом. Офанзива бомбардера је понекад позната и као офанзива стратешког бомбардовања и савезници су је у великој мери користили током Другог светског рата. Употреба копнених јуришних авиона за подршку копненим офанзивама може се рећи да је ваздушна офанзива, попут оне изведене у почетној фази операције Црвене армије Кутузов и операције Полководец Румјанцев, када су стотине авиона Ил-2 масовно коришћене за надвладавање копнених трупа Вермахта.

## Карактеристике
Основни циљ офанзиве је разбијање и уништење што већих снага противника, овладавање одређеним објектима стратегијског значаја, паралисање економских и других потенцијала и извора, односно наметање своје воље противнику и сламање његовог отпора. Основна обележја офанзиве своде се на масивне почетне ударе, брзе и дубоке продоре, комбинована дејства различитих родова и видова, вешто коришћење снага у погледу времена, простора и примењених маневарских поступака, висок степен иницијативе, смелости и одлучности у дејствима. У склопу офанзиве могуће су и одбрамбене радње мањих или већих размера, као и борбена дејства најразличитијих врста: противнапади, противудари, привремени застоји, диверзије и демонстрације.

## Театар офанзиве
Театар офанзиве може бити рат и доминантна карактеристика политике националне безбедности, или једна од неколико компоненти рата ако је држава укључена у неколико театара као што је било Уједињено Краљевство 1941. У општем театру, офанзиве захтевају преко 250.000 војника да бити посвећени борбеним операцијама, укључујући комбиновано планирање за различита наоружања и службе оружаних снага, као што су трупе противваздушне одбране интегрисане у општи план за копнене операције.

## Стратешка офанзива
Стратешка офанзива је често кампања и укључује употребу преко 100.000 војника као део опште стратегије сукоба на датом театру. На пример, Операција Барбароса је била театар офанзиве састављена од три различите и међусобно повезане кампање у јужном, централном и северном делу територије СССР-а. Совјетске стратешке офанзивне операције током Другог светског рата често су укључивале координиране операције на више фронтова. Уз операције Вермахта на Источном фронту Другог светског рата, ово су биле највеће војне операције двадесетог века. Стратешке операције Црвене армије у Другом светском рату пружају списак великих совјетских операција.
Стратешка офанзива је агресивни израз ратног планирања и употребе стратешких снага у целини, комбинујући све расположиве ресурсе за постизање дефинисаних и коначних циљева који би суштински променили однос снага између зараћених страна. Међутим, планирање и извођење стратешких офанзива увек се заснива на теоријским разматрањима, јер је непрактично, неекономично и тешко сакрити пуна дејства операција великих размера.
Стратешка офанзива се састоји од истовремених, тандемских или фазних оперативних офанзива којима се настоји постићи конкретни оперативни циљеви који на крају доводе до постизања стратешког циља, обично потпуног пораза опозиције, али и уништавања значајних непријатељских снага или заузимања стратешких значајна територија, као што је Манџурска стратешка офанзивна операција.
Свака дата стратешка офанзива је дериват комбинације фактора као што су национална војна доктрина, прошло војно искуство и анализа друштвено-политичких, економских и војних околности.